# Glentoran Football Club
O Glentoran Football Club é um clube de futebol que disputa a primeira divisão da Irlanda do Norte (Campeonato Norte-Irlandês de Futebol). O clube, fundado em 1882, é da cidade de Belfast, e joga como mandante em seu estádio, o The Oval. As cores do clube são o preto, o verde e o vermelho.
O maior rival do Glentoran é o Linfield, com o qual faz o clássico conhecido como Big Two, são os dois times de maior tradição e dominam o futebol norte-irlandês desde o fechamento do Belfast Celtic. O clássico acontece pelo menos duas vezes por ano, geralmente com recorde de público pelo Campeonato Norte-Irlandês de Futebol.
Muitos jogadores formados no Glentoran passaram a atuar em times da Inglaterra e da Escócia, como Danny Blanchflower, Peter Doherty, Bertie Peacock, Billy Bingham, Jimmy McIlroy, Terry Conroy, Tommy Jackson e Tommy Cassidy. Exemplos mais recentes são Glen Little, Stuart Elliott, Andy Kirk e Andy Smith, e Elliott já participou da Seleção Norte-Irlandesa de Futebol.

## Títulos
- Liga da Irlanda do Norte: 23
  - 1893/94, 1896/97, 1904/05, 1911/12, 1912/13, 1920/21, 1924/25, 1930/31, 1950/51, 1952/53, 1963/64, 1966/67, 1967/68, 1969/70, 1971/72, 1976/77, 1980/81, 1987/88, 1991/92, 1998/99, 2002/03, 2004/05, 2008/09
- Copa da Irlanda do Norte: 22
  - 1913/14, 1916/17, 1920/21, 1931/32, 1932/33, 1934/35, 1950/51, 1965/66, 1972/73, 1982/83, 1984/85, 1985/86, 1986/87, 1987/88, 1989/90, 1995/96, 1997/98, 1999/00, 2000/01, 2003/04, 2012/13, 2014/15
- Copa da Liga Norte-Irlandesa: 7
  - 1988/89, 1990/91, 2000/01, 2002/03, 2004/05, 2006/07, 2009/10
- Copa da Cidade de Belfast: 18
  - 1896/97, 1898/99, 1910/11, 1911/12, 1913/14, 1914/15, 1915/16, 1916/17, 1918/19, 1931/32, 1950/51, 1952/53, 1956/57, 1964/65, 1966/67, 1969/70, 1972/73, 1974/75
- Copa de Ouro da Irlanda do Norte: 15
  - 1916/17, 1941/42, 1950/51, 1959/60, 1961/62, 1965/66, 1976/77, 1977/78, 1982/83, 1986/87, 1991/92, 1994/95, 1998/99, 1999/00, 2000/01
- Copa do Ulster: 9
  - 1950/51, 1952/53, 1966/67, 1976/77, 1981/82, 1982/83, 1983/84, 1988/89, 1989/90
- Copa Floodlit: 2
  - 1987/88, 1989/90
- County Antrim Shield: 26
  - 1900/01, 1901/02, 1908/09*, 1910/11, 1915/16, 1917/18, 1924/25, 1930/31, 1939/40, 1940/41, 1943/44, 1949/50, 1950/51, 1951/52, 1956/57, 1967/68, 1970/71, 1977/78, 1984/85, 1986/87, 1998/99, 1999/00, 2000/01, 2001/02, 2002/03, 2007/08
- County Antrim Centenary Chalice: 1
  - 1987/88
- Copa Blaxnit: 1
  - 1972/73
- Copa entre Dublin e Belfast: 1
  - 1943/44

## Uniformes

### 1º Uniforme
| 2020–2021 | 2018–2020 |

### 2º Uniforme
| 2019–2021 | 2017–2019 |

## Time atual
Nota: Bandeiras indicam equipe nacional, conforme definido pelas regras de elegibilidade da FIFA. Os jogadores podem ter mais de uma nacionalidade não-FIFA.
| N.º |                      | Posição | Jogador               |
| --- | -------------------- | ------- | --------------------- |
| 1   | Irlanda do Norte     | G       | Elliott Morris        |
| 2   | Irlanda do Norte     | D       | Colin Nixon           |
| 3   | Irlanda do Norte     | D       | Johnny Black          |
| 4   | Irlanda do Norte     | D       | Richard Clarke        |
| 5   | Irlanda do Norte     | D       | Paul Leeman (captain) |
| 7   | Irlanda do Norte     | D       | Sean Ward             |
| 8   | República da Irlanda | M       | Ciarán Martyn         |
| 9   | Irlanda do Norte     | A       | Andrew Waterworth     |
| 10  | Irlanda do Norte     | A       | Gary Hamilton         |
| 11  | Irlanda do Norte     | M       | Neal Gawley           |
| 12  | Irlanda do Norte     | A       | Matty Burrows         |
| 14  | Irlanda do Norte     | D       | Peter Steele          |

| N.º |                  | Posição | Jogador          |
| --- | ---------------- | ------- | ---------------- |
| 15  | Irlanda do Norte | D       | Jonathan Taylor  |
| 14  | Irlanda do Norte | D       | Daryl Fordyce    |
| 17  | Irlanda do Norte | M       | Grant Gardiner   |
| 18  | País de Gales    | G       | James Taylor     |
| 19  | Irlanda do Norte | D       | William McBurney |
| 20  | Irlanda do Norte | A       | Sean Southam     |
| 21  | Irlanda do Norte | M       | Andrew Hall      |
| 22  | Irlanda do Norte | M       | Jimmy Callacher  |
| 24  | Irlanda do Norte | D       | Jason Hill       |
| 25  | Irlanda do Norte | M       | Jamie McGovern   |
| 26  | Irlanda do Norte | M       | David Howland    |